# Virginia Slims Circuit 1973
Il Virginia Slims Circuit 1973 è iniziato il 15 gennaio 1973 con il BMC Invitation e si è concluso il 29 ottobre con la finale del Virginia Slims of Hawaii.
Il Virginia Slims Circuit 1973 è stata la terza edizione del tour sponsorizzato dalla Virginia Slims e la prima che vede nascere formalmente la WTA fondata da Billie Jean King dopo un meeting organizzato nel Gloucester Hotel di Londra durante la settimana antecedente il Torneo di Wimbledon.

## Gennaio
| Settimana  | Torneo                                                                                | Vincitrici                          | Finaliste                        | Semifinaliste                   | Semifinaliste                   | Eliminate ai quarti                                              |
| ---------- | ------------------------------------------------------------------------------------- | ----------------------------------- | -------------------------------- | ------------------------------- | ------------------------------- | ---------------------------------------------------------------- |
| 15 gennaio | BMC Invitation 1973 Oakland, USA Sintetico indoor Singolare - Doppio                  | Margaret Court 6–3, 6–3             | Kerry Melville                   | Valerie Ziegenfuss Rosie Casals | Valerie Ziegenfuss Rosie Casals | Mareen Louie Nancy Gunter Françoise Dürr Wendy Overton           |
| 15 gennaio | BMC Invitation 1973 Oakland, USA Sintetico indoor Singolare - Doppio                  | Margaret Court Lesley Hunt 6–1, 7–5 | Wendy Overton Valerie Ziegenfuss | Valerie Ziegenfuss Rosie Casals | Valerie Ziegenfuss Rosie Casals | Mareen Louie Nancy Gunter Françoise Dürr Wendy Overton           |
| 21 gennaio | BMC Tournament 1973 Los Angeles, USA Sintetico indoor Singolare - Doppio              | Margaret Court 7–5, 6–7, 7–5        | Nancy Gunter                     | 3º posto                        | 4º posto                        | Karen Krantzcke Kerry Melville Françoise Dürr Valerie Ziegenfuss |
| 21 gennaio | BMC Tournament 1973 Los Angeles, USA Sintetico indoor Singolare - Doppio              | Margaret Court 7–5, 6–7, 7–5        | Nancy Gunter                     | Betty Stöve 6–4, 1–6, 6–3       | Rosie Casals                    | Karen Krantzcke Kerry Melville Françoise Dürr Valerie Ziegenfuss |
| 21 gennaio | BMC Tournament 1973 Los Angeles, USA Sintetico indoor Singolare - Doppio              | Rosie Casals Julie Heldman Walkover | Margaret Court Lesley Hunt       | Betty Stöve 6–4, 1–6, 6–3       | Rosie Casals                    | Karen Krantzcke Kerry Melville Françoise Dürr Valerie Ziegenfuss |
| 29 gennaio | Virginia Slims of Washington 1973 Washington, USA Sintetico indoor Singolare - Doppio | Margaret Court 6–1, 6–2             | Kerry Melville                   | 3º posto                        | 4º posto                        | Julie Heldman Betty Stöve Wendy Overton Valerie Ziegenfuss       |
| 29 gennaio | Virginia Slims of Washington 1973 Washington, USA Sintetico indoor Singolare - Doppio | Margaret Court 6–1, 6–2             | Kerry Melville                   | Rosie Casals 6–1, 6–3           | Janet Newberry                  | Julie Heldman Betty Stöve Wendy Overton Valerie Ziegenfuss       |
| 29 gennaio | Virginia Slims of Washington 1973 Washington, USA Sintetico indoor Singolare - Doppio | Rosie Casals Julie Heldman 6–3, 6–3 | Kerry Harris Kerry Melville      | Rosie Casals 6–1, 6–3           | Janet Newberry                  | Julie Heldman Betty Stöve Wendy Overton Valerie Ziegenfuss       |

## Febbraio
| Settimana   | Torneo                                                                                    | Vincitrici                                  | Finaliste                     | Semifinaliste              | Semifinaliste   | Eliminate ai quarti                                           |
| ----------- | ----------------------------------------------------------------------------------------- | ------------------------------------------- | ----------------------------- | -------------------------- | --------------- | ------------------------------------------------------------- |
| 5 febbraio  | Barnett Banks Classic Miami 1973 Miami, USA Terra rossa Singolare - Doppio                | Margaret Court 4–6, 6–1, 7–5                | Kerry Melville                | 3º posto                   | 4º posto        | Laura Rossouw Julie Heldman Valerie Ziegenfuss Wendy Paish    |
| 5 febbraio  | Barnett Banks Classic Miami 1973 Miami, USA Terra rossa Singolare - Doppio                | Margaret Court 4–6, 6–1, 7–5                | Kerry Melville                | Rosie Casals 6–7, 6–2, 6–1 | Karen Krantzcke | Laura Rossouw Julie Heldman Valerie Ziegenfuss Wendy Paish    |
| 5 febbraio  | Barnett Banks Classic Miami 1973 Miami, USA Terra rossa Singolare - Doppio                | Françoise Dürr Betty Stöve 4–6, 6–2, 6–3    | Rosie Casals Billie Jean King | Rosie Casals 6–7, 6–2, 6–1 | Karen Krantzcke | Laura Rossouw Julie Heldman Valerie Ziegenfuss Wendy Paish    |
| 19 febbraio | Virginia Slims of Indianapolis 1973 Indianapolis, USA Sintetico indoor Singolare - Doppio | Billie Jean King 5–7, 6–2, 6–4              | Rosie Casals                  | 3º posto                   | 4º posto        | Kerry Harris Corinne Molesworth Pam Teeguarden Kerry Melville |
| 19 febbraio | Virginia Slims of Indianapolis 1973 Indianapolis, USA Sintetico indoor Singolare - Doppio | Billie Jean King 5–7, 6–2, 6–4              | Rosie Casals                  | Margaret Court 6–3, 6–3    | Lesley Hunt     | Kerry Harris Corinne Molesworth Pam Teeguarden Kerry Melville |
| 19 febbraio | Virginia Slims of Indianapolis 1973 Indianapolis, USA Sintetico indoor Singolare - Doppio | Rosie Casals Billie Jean King 7–6, 6–4      | Margaret Court Lesley Hunt    | Margaret Court 6–3, 6–3    | Lesley Hunt     | Kerry Harris Corinne Molesworth Pam Teeguarden Kerry Melville |
| 28 febbraio | Virginia Slims of Detroit 1973 Detroit, MI, USA Sintetico indoor Singolare - Doppio       | Margaret Court 7–6, 6–3                     | Kerry Melville                | 3º posto                   | 4º posto        | Lesley Hunt Julie Heldman Laura DuPont Valerie Ziegenfuss     |
| 28 febbraio | Virginia Slims of Detroit 1973 Detroit, MI, USA Sintetico indoor Singolare - Doppio       | Margaret Court 7–6, 6–3                     | Kerry Melville                | Billie Jean King 8–4       | Rosie Casals    | Lesley Hunt Julie Heldman Laura DuPont Valerie Ziegenfuss     |
| 28 febbraio | Virginia Slims of Detroit 1973 Detroit, MI, USA Sintetico indoor Singolare - Doppio       | Rosie Casals Billie Jean King 6–3, 3–6, 6–1 | Karen Krantzcke Betty Stöve   | Billie Jean King 8–4       | Rosie Casals    | Lesley Hunt Julie Heldman Laura DuPont Valerie Ziegenfuss     |

## Marzo
| Settimana | Torneo                                                                            | Vincitrici                                  | Finaliste                   | Semifinaliste               | Semifinaliste               | Eliminate ai quarti                                         |
| --------- | --------------------------------------------------------------------------------- | ------------------------------------------- | --------------------------- | --------------------------- | --------------------------- | ----------------------------------------------------------- |
| 5 marzo   | Virginia Slims of Chicago 1973 Chicago, USA Sintetico indoor Singolare - Doppio   | Margaret Court 6–2, 4–6, 6–4                | Billie Jean King            | Kerry Melville Rosie Casals | Kerry Melville Rosie Casals | Kristien Kemmer Pam Teeguarden Janet Newberry Julie Heldman |
| 5 marzo   | Virginia Slims of Chicago 1973 Chicago, USA Sintetico indoor Singolare - Doppio   | Rosie Casals Billie Jean King 6–4, 6–2      | Karen Krantzcke Betty Stöve | Kerry Melville Rosie Casals | Kerry Melville Rosie Casals | Kristien Kemmer Pam Teeguarden Janet Newberry Julie Heldman |
| 12 marzo  | Virginia Slims of Richmond 1973 Richmond, USA Sintetico indoor Singolare - Doppio | Margaret Court 6–2, 6–1                     | Janet Newberry              | 3º posto                    | 4º posto                    | Pam Teeguarden Valerie Ziegenfuss Mareen Louie Nancy Gunter |
| 12 marzo  | Virginia Slims of Richmond 1973 Richmond, USA Sintetico indoor Singolare - Doppio | Margaret Court 6–2, 6–1                     | Janet Newberry              | Betty Stöve 8–3             | Julie Heldman               | Pam Teeguarden Valerie Ziegenfuss Mareen Louie Nancy Gunter |
| 12 marzo  | Virginia Slims of Richmond 1973 Richmond, USA Sintetico indoor Singolare - Doppio | Margaret Court Lesley Hunt 6–2, 7–6         | Karen Krantzcke Betty Stöve | Betty Stöve 8–3             | Julie Heldman               | Pam Teeguarden Valerie Ziegenfuss Mareen Louie Nancy Gunter |
| 26 marzo  | Virginia Slims of Tucson 1973 Tucson, USA Sintetico indoor Singolare - Doppio     | Kerry Melville 6–3, 6–3                     | Nancy Gunter                | 3º posto                    | 4º posto                    | Laura Rossouw Kerry Harris Janet Newberry Wendy Overton     |
| 26 marzo  | Virginia Slims of Tucson 1973 Tucson, USA Sintetico indoor Singolare - Doppio     | Kerry Melville 6–3, 6–3                     | Nancy Gunter                | Rosie Casals 8–5            | Valerie Ziegenfuss          | Laura Rossouw Kerry Harris Janet Newberry Wendy Overton     |
| 26 marzo  | Virginia Slims of Tucson 1973 Tucson, USA Sintetico indoor Singolare - Doppio     | Janet Newberry Pam Teeguarden 3–6, 7–6, 7–5 | Karen Krantzcke Betty Stöve | Rosie Casals 8–5            | Valerie Ziegenfuss          | Laura Rossouw Kerry Harris Janet Newberry Wendy Overton     |

## Aprile
| Settimana | Torneo                                                                                | Vincitrici                                  | Finaliste                     | Semifinaliste                   | Semifinaliste                   | Eliminate ai quarti                                                |
| --------- | ------------------------------------------------------------------------------------- | ------------------------------------------- | ----------------------------- | ------------------------------- | ------------------------------- | ------------------------------------------------------------------ |
| 2 aprile  | Virginia Slims of Philadelphia 1973 Filadelfia, USA Cemento indoor Singolare - Doppio | Margaret Court 6–1, 6–0                     | Kerry Harris                  | 3º posto                        | 4º posto                        | Valerie Ziegenfuss Janet Newberry Nancy Gunter Kerry Melville      |
| 2 aprile  | Virginia Slims of Philadelphia 1973 Filadelfia, USA Cemento indoor Singolare - Doppio | Margaret Court 6–1, 6–0                     | Kerry Harris                  | Rosie Casals 9–7                | Lesley Hunt                     | Valerie Ziegenfuss Janet Newberry Nancy Gunter Kerry Melville      |
| 2 aprile  | Virginia Slims of Philadelphia 1973 Filadelfia, USA Cemento indoor Singolare - Doppio | Margaret Court Lesley Hunt 6–1, 3–6, 6–2    | Françoise Dürr Betty Stöve    | Rosie Casals 9–7                | Lesley Hunt                     | Valerie Ziegenfuss Janet Newberry Nancy Gunter Kerry Melville      |
| 9 aprile  | Virginia Slims of Boston 1973 Boston, USA Cemento indoor Singolare - Doppio           | Margaret Court 6–2, 6–4                     | Billie Jean King              | Rosie Casals Julie Heldman      | Rosie Casals Julie Heldman      | Mona Schallau Betty Stöve Valerie Ziegenfuss Kerry Melville        |
| 9 aprile  | Virginia Slims of Boston 1973 Boston, USA Cemento indoor Singolare - Doppio           | Rosie Casals Billie Jean King 6–4, 6–2      | Françoise Dürr Betty Stöve    | Rosie Casals Julie Heldman      | Rosie Casals Julie Heldman      | Mona Schallau Betty Stöve Valerie Ziegenfuss Kerry Melville        |
| 16 aprile | Virginia Slims of Jacksonville 1973 Jacksonville, USA Terra rossa Singolare - Doppio  | Margaret Court 5–7, 6–3, 6–1                | Rosie Casals                  | 3º posto                        | 4º posto                        | Valerie Ziegenfuss Janet Newberry Karen Krantzcke Billie Jean King |
| 16 aprile | Virginia Slims of Jacksonville 1973 Jacksonville, USA Terra rossa Singolare - Doppio  | Margaret Court 5–7, 6–3, 6–1                | Rosie Casals                  | Kerry Melville 8–4              | Wendy Overton                   | Valerie Ziegenfuss Janet Newberry Karen Krantzcke Billie Jean King |
| 16 aprile | Virginia Slims of Jacksonville 1973 Jacksonville, USA Terra rossa Singolare - Doppio  | Rosie Casals Billie Jean King 7–6, 5–7, 6–3 | Françoise Dürr Betty Stöve    | Kerry Melville 8–4              | Wendy Overton                   | Valerie Ziegenfuss Janet Newberry Karen Krantzcke Billie Jean King |
| 23 aprile | Family Circle Cup 1973 Hilton Head, USA Terra verde Singolare - Doppio                | Rosie Casals 3–6, 6–1, 7–5                  | Nancy Gunter                  | Kerry Melville Billie Jean King | Kerry Melville Billie Jean King | Margaret Court Betty Stöve Laurie Fleming Wendy Overton            |
| 23 aprile | Family Circle Cup 1973 Hilton Head, USA Terra verde Singolare - Doppio                | Françoise Dürr Betty Stöve 3–6, 6–4, 6–3    | Rosie Casals Billie Jean King | Kerry Melville Billie Jean King | Kerry Melville Billie Jean King | Margaret Court Betty Stöve Laurie Fleming Wendy Overton            |

## Maggio
Nessun evento

## Giugno
Nessun evento

## Luglio
| Settimana | Torneo                                                                      | Vincitrici                                                                        | Finaliste   | Semifinaliste          | Semifinaliste  | Eliminate ai quarti                                       |
| --------- | --------------------------------------------------------------------------- | --------------------------------------------------------------------------------- | ----------- | ---------------------- | -------------- | --------------------------------------------------------- |
| 30 luglio | Virginia Slims of Denver 1973 Denver, USA Cemento indoor Singolare - Doppio | Billie Jean King 6–4, 6–2                                                         | Betty Stöve | 3º posto               | 4º posto       | Karen Krantzcke Pam Teeguarden Barbara Downs Rosie Casals |
| 30 luglio | Virginia Slims of Denver 1973 Denver, USA Cemento indoor Singolare - Doppio | Billie Jean King 6–4, 6–2                                                         | Betty Stöve | Julie Heldman 6–3, 6–4 | Janet Newberry | Karen Krantzcke Pam Teeguarden Barbara Downs Rosie Casals |
| 30 luglio | Virginia Slims of Denver 1973 Denver, USA Cemento indoor Singolare - Doppio | Rosie Casals & Billie Jean King vs Françoise Dürr & Betty Stöve 3–2 match sospeso |             | Julie Heldman 6–3, 6–4 | Janet Newberry | Karen Krantzcke Pam Teeguarden Barbara Downs Rosie Casals |

## Agosto
| Settimana             | Torneo                                                                          | Vincitrici                                                 | Finaliste                      | Semifinaliste                | Semifinaliste                | Eliminate ai quarti                                       |
| --------------------- | ------------------------------------------------------------------------------- | ---------------------------------------------------------- | ------------------------------ | ---------------------------- | ---------------------------- | --------------------------------------------------------- |
| 6 agosto              | Virginia Slims of Nashville 1973 Nashville, USA Terra rossa Singolare - Doppio  | Margaret Court 6–3, 4–6, 6–2                               | Billie Jean King               | Rosie Casals Françoise Dürr  | Rosie Casals Françoise Dürr  | Kathy Kuykendall Mona Schallau Janet Newberry Betty Stöve |
| 6 agosto              | Virginia Slims of Nashville 1973 Nashville, USA Terra rossa Singolare - Doppio  | Françoise Dürr Betty Stöve 6–4, 6–7, 6–1                   | Karen Krantzcke Janet Newberry | Rosie Casals Françoise Dürr  | Rosie Casals Françoise Dürr  | Kathy Kuykendall Mona Schallau Janet Newberry Betty Stöve |
| 13 agosto             | WTA New Jersey 1973 Allaire, USA Cemento indoor Singolare - Doppio              | Margaret Court 4–6, 6–2, 6–3                               | Lesley Hunt                    | Rosie Casals Karen Krantzcke | Rosie Casals Karen Krantzcke | Kerry Harris Janet Newberry Tory Fretz Joy Schwikert      |
| 13 agosto             | WTA New Jersey 1973 Allaire, USA Cemento indoor Singolare - Doppio              | Françoise Dürr Betty Stöve 6–4, 6–7, 6–1                   | Julie Anthony Mona Schallau    | Rosie Casals Karen Krantzcke | Rosie Casals Karen Krantzcke | Kerry Harris Janet Newberry Tory Fretz Joy Schwikert      |
| 20 agosto             | Virginia Slims of Newport 1973 Newport, USA Erba Singolare - Doppio             | Margaret Court 6–3, 6–2                                    | Julie Heldman                  | 3º posto                     | 4º posto                     | Lesley Hunt Betty Stöve Rosie Casals Françoise Dürr       |
| 20 agosto             | Virginia Slims of Newport 1973 Newport, USA Erba Singolare - Doppio             | Margaret Court 6–3, 6–2                                    | Julie Heldman                  | Kerry Melville 7–6, 6–3      | Kristien Kemmer              | Lesley Hunt Betty Stöve Rosie Casals Françoise Dürr       |
| 20 agosto             | Virginia Slims of Newport 1973 Newport, USA Erba Singolare - Doppio             | Françoise Dürr Betty Stöve 6–4, 6–3                        | Janet Newberry Pam Teeguarden  | Kerry Melville 7–6, 6–3      | Kristien Kemmer              | Lesley Hunt Betty Stöve Rosie Casals Françoise Dürr       |
| 27 agosto 2 settimane | US Open 1973 Flushing Meadows, New York, USA Cemento Singolare - Doppio - Misto | Margaret Court 7–6, 5–7, 6–2                               | Evonne Goolagong               | Helga Masthoff Chris Evert   | Helga Masthoff Chris Evert   | Julie Heldman Kerry Melville Rosie Casals Virginia Wade   |
| 27 agosto 2 settimane | US Open 1973 Flushing Meadows, New York, USA Cemento Singolare - Doppio - Misto | Margaret Court Virginia Wade 3–6, 6–3, 7–5                 | Rosie Casals Billie Jean King  | Helga Masthoff Chris Evert   | Helga Masthoff Chris Evert   | Julie Heldman Kerry Melville Rosie Casals Virginia Wade   |
| 27 agosto 2 settimane | US Open 1973 Flushing Meadows, New York, USA Cemento Singolare - Doppio - Misto | Doppio misto: Billie Jean King Owen Davidson 6–3, 3–6, 7–6 | Margaret Court Marty Riessen   | Helga Masthoff Chris Evert   | Helga Masthoff Chris Evert   | Julie Heldman Kerry Melville Rosie Casals Virginia Wade   |

## Settembre
| Settimana    | Torneo                                                                                 | Vincitrici                                 | Finaliste                    | Semifinaliste                                      | Semifinaliste                 | Eliminate ai quarti                                       |
| ------------ | -------------------------------------------------------------------------------------- | ------------------------------------------ | ---------------------------- | -------------------------------------------------- | ----------------------------- | --------------------------------------------------------- |
| 23 settembre | Virginia Slims of St. Louis 1973 St. Louis, USA Cemento indoor Singolare - Doppio      | Rosie Casals 6–4, 6–7, 6–0                 | Karen Krantzcke              | Pam Teeguarden Kerry Melville                      | Pam Teeguarden Kerry Melville | Kristien Kemmer Betty Stöve Mary Ann Beattie Kerry Harris |
| 23 settembre | Virginia Slims of St. Louis 1973 St. Louis, USA Cemento indoor Singolare - Doppio      | Karen Krantzcke Mona Schallau 6–4, 7–6     | Betty Stöve Pam Teeguarden   | Pam Teeguarden Kerry Melville                      | Pam Teeguarden Kerry Melville | Kristien Kemmer Betty Stöve Mary Ann Beattie Kerry Harris |
| 17 settembre | Virginia Slims of Houston 1973 Houston, Texas, USA Sintetico indoor Singolare - Doppio | Françoise Dürr 6–4, 1–6, 6–4               | Rosie Casals                 | 3º posto                                           | 4º posto                      | Robin Tenney Tory Fretz Julie Heldman Kerry Melville      |
| 17 settembre | Virginia Slims of Houston 1973 Houston, Texas, USA Sintetico indoor Singolare - Doppio | Françoise Dürr 6–4, 1–6, 6–4               | Rosie Casals                 | Nancy Gunter vs Billie Jean King 5–3 match sospeso |                               | Robin Tenney Tory Fretz Julie Heldman Kerry Melville      |
| 17 settembre | Virginia Slims of Houston 1973 Houston, Texas, USA Sintetico indoor Singolare - Doppio | Mona Schallau Pam Teeguarden 6–3, 5–7, 6–4 | Françoise Dürr Betty Stöve   |                                                    |                               | Robin Tenney Tory Fretz Julie Heldman Kerry Melville      |
| 24 settembre | Virginia Slims of Columbus 1973 Columbus, USA Terra verde Singolare - Doppio           | Chris Evert Walkover                       | Margaret Court               | Julie Heldman Rosie Casals                         | Julie Heldman Rosie Casals    | Kathy Kuykendall Betty Stöve Lesley Hunt Laurie Fleming   |
| 24 settembre | Virginia Slims of Columbus 1973 Columbus, USA Terra verde Singolare - Doppio           | Françoise Dürr Betty Stöve 7–5, 7–5        | Mona Schallau Pam Teeguarden | Julie Heldman Rosie Casals                         | Julie Heldman Rosie Casals    | Kathy Kuykendall Betty Stöve Lesley Hunt Laurie Fleming   |

## Ottobre
| Settimana  | Torneo                                                                           | Vincitrici                                | Finaliste                     | Semifinaliste                 | Semifinaliste                 | Eliminate ai quarti                                         |
| ---------- | -------------------------------------------------------------------------------- | ----------------------------------------- | ----------------------------- | ----------------------------- | ----------------------------- | ----------------------------------------------------------- |
| 1º ottobre | Thunderbird Classic 1973 Phoenix, USA Cemento Singolare - Doppio                 | Billie Jean King 6–1, 6–3                 | Nancy Gunter                  | 3º posto                      | 4º posto                      | Betty Stöve Julie Heldman Françoise Dürr Kristien Kemmer    |
| 1º ottobre | Thunderbird Classic 1973 Phoenix, USA Cemento Singolare - Doppio                 | Billie Jean King 6–1, 6–3                 | Nancy Gunter                  | Kerry Melville 9–7            | Rosie Casals                  | Betty Stöve Julie Heldman Françoise Dürr Kristien Kemmer    |
| 1º ottobre | Thunderbird Classic 1973 Phoenix, USA Cemento Singolare - Doppio                 | Kerry Harris Kerry Melville 6–4, 6–4      | Rosie Casals Billie Jean King | Kerry Melville 9–7            | Rosie Casals                  | Betty Stöve Julie Heldman Françoise Dürr Kristien Kemmer    |
| 15 ottobre | Virginia Slims Championships 1973 Boca Raton, USA Terra rossa Singolare - Doppio | Chris Evert 6–3, 6–3                      | Nancy Gunter                  | Françoise Dürr Kerry Melville | Françoise Dürr Kerry Melville | Janet Newberry Virginia Wade Mona Schallau Julie Heldman    |
| 15 ottobre | Virginia Slims Championships 1973 Boca Raton, USA Terra rossa Singolare - Doppio | Rosie Casals Margaret Court 6–2, 6–4      | Françoise Dürr Betty Stöve    | Françoise Dürr Kerry Melville | Françoise Dürr Kerry Melville | Janet Newberry Virginia Wade Mona Schallau Julie Heldman    |
| 23 ottobre | Virginia Slims of Hawaii 1973 Hawaii, USA Sintetico indoor Singolare - Doppio    | Billie Jean King 6–1, 6–1                 | Helen Gourlay                 | Mareen Louie Kerry Melville   | Mareen Louie Kerry Melville   | Patricia Bostrom Karen Krantzcke Wendy Appleby Kerry Harris |
| 23 ottobre | Virginia Slims of Hawaii 1973 Hawaii, USA Sintetico indoor Singolare - Doppio    | Kerry Harris Kerry Melville 6–3, 3–6, 6–3 | Helen Gourlay Karen Krantzcke | Mareen Louie Kerry Melville   | Mareen Louie Kerry Melville   | Patricia Bostrom Karen Krantzcke Wendy Appleby Kerry Harris |

## Novembre
Nessun evento

## Dicembre
Nessun evento